# Jarzębia Łąka (przystanek kolejowy)
Jarzębia Łąka – przystanek osobowy Polskich Kolei Państwowych obsługiwany przez Koleje Mazowieckie. Przystanek znajduje się we wsi Jarzębia Łąka, w gminie Tłuszcz, w powiecie wołomińskim, w województwie mazowieckim, w Polsce. W wielu rozkładach jazdy była mylnie wymieniana jako Jastrzębia Łąka.
Zatrzymują się tu wszystkie pociągi podmiejskie przejeżdżające linią kolejową D29-29 Tłuszcz - Ostrołęka

## Opis przystanku
Przystanek ma postać pojedynczego niskiego peronu w postaci nasypu z ziemi zabezpieczonego od strony torów kształtownikami betonowymi. W połowie lat 90. dodatkowo zostały ułożone płyty chodnikowe. Od drugiej strony peron praktycznie przechodzi w pola. Od stycznia 2008 roku na peronie stoi także metalowa wiata z ławką. Budynek poczekalni i nieczynnej już kasy, wykonany jest z drewna i został w dużym stopniu zniszczony już na początku lat 90. Obrośnięty bluszczem, pośród niestarannie utrzymanej i zarośniętej zieleni.
Stacja położone praktycznie w centrum wsi, przy drodze łączącej Jarzębią Łąkę ze wsią Dębinki, mimo to otaczające widoki to głównie krajobraz polny.

## Ruch pasażerski
| Rok  | Wymiana pasażerska na dobę |
| ---- | -------------------------- |
| 2017 | 150-199                    |
| 2022 | 200-299                    |

## Połączenia
- Tłuszcz
- Ostrołęka
- Wyszków